# 世田谷区立八幡中学校
世田谷区立八幡中学校（せたがやくりつ やはたちゅうがっこう）は、東京都世田谷区等々力にある区立中学校。略称は「八中（やっちゅう）」。
八幡小学校・九品仏小学校と「さぎそう学舎」を構成している。

## 沿革
八幡中学校は昭和24年4月、田中貞造初代校長のもとに生徒数298名、職員7名で開校された。創設当時は八幡小学校に併置されていたが、7月に現在の地に新校舎が落成、9月20日を開校記念日としている。
当時、九品仏浄真寺と校庭の間には池があり、貸しボートがあった。八幡中学校の校名の由来は慶応末期に、近くの奥沢神社（旧称、奥澤八幡社）の境内で寺子屋が開かれ、これが後の明治12年に八幡小学校となり、その八幡小学校で開校したことから名前がつけられたといわれている。
体育館校舎にあるモザイク壁画は、近くに鷺草園があり、奥沢城趾（現在の九品仏浄真寺）に育った民話「鷺草物語」の主人公「ときわ姫」にちなんだものである。
- 1949年（昭和24年）- 八幡小学校内の仮校舎で開設。1・2年生5学級298名。7月に木造2階建て9教室校舎が落成し移転
- 1950年（昭和25年）- 校歌を制定

- 1955年（昭和30年）- 心障学級開設

- 1958年（昭和33年）- 標準服制定

- 1971年（昭和46年）- 完全給食実施

## 教育目標
自主=自ら進んで学び、考え、行動できる生徒
自立=自らを律し、他を思いやる生徒
自尊=自らを尊い存在と思い、心と体を鍛える生徒

## 最寄り駅
- 東急東横線・東急大井町線「自由が丘駅」下車 徒歩10分
- 東急大井町線「九品仏駅」下車 徒歩8分
- 東急バス「八中前商店会」停留所より徒歩2分、または「八幡中学校」停留所より徒歩2分

## 部活動

### 運動部
- 野球部
- サッカー部
- 陸上競技部
- 硬式テニス部
- FDトレク部
- バスケットボール部
- バドミントン部

### 文化部
- 吹奏楽部
- 美術部

### ステップ
- バンドセミナー
- ヒップホップダンス

## 著名な卒業生
- 松島倫明（編集者、翻訳者。『WIRED』日本版編集長）
- 荒井玉青（元女優）
- 榎本剣（俳優）
- 手塚仁雄（政治家）